# Abdallah ibn Azzuz
Pour les articles homonymes, voir Alami.
Abdallah ibn Azzuz ou Abu Mohammed Abdallah ibn Azzuz al-Kurashi al-Shadhili al-Marrakushi (mort en 1789), également connu sous le nom de Sidi Balla est un écrivain marocain. Il a principalement écrit sur le mysticisme, mais aussi sur la médecine. Le Mahab al-kuzuf wa-nafy al-zulumai fi il al-tibb wa l-tabai wa l-hikma d'Ibn Azzuz, un recueil de formules thérapeutiques, est particulièrement connu, tout comme son ouvrage sur les plantes médicinales, Kashf al-rumuz.